# Mehmet Ali Küçükosman
Mehmet Ali Küçükosman (ur. 1 stycznia 1990) – turecki zapaśnik walczący w stylu klasycznym. Zdobył brązowy medal na mistrzostwach śródziemnomorskich w 2010 i 2011 i na mistrzostwach Europy juniorów w 2009 roku.